# 和地町 (田原市)
和地町（わじちょう）は、愛知県田原市の地名。76の小字が設置されている。

## 地理
旧渥美町南部に位置する。南は太平洋に接する。

### 字一覧
字名は以下の通りである。
| - 鮎川（あゆかわ） - 一色（いしき） - 一色新畑（いしきしんばた） - 一色前畑（いしきまえばた） - 内荒子（うちあらこ） - 大白見（おおじろみ） - 太田（おおた） - 大田原（おおたはら） - 大深沢（おおみざわ） - 大無所（おおむしょ） - 大山口（おおやまぐち） - 奥川（おくがわ） - 奥谷ノ田（おくやのた） - 鍵田（かぎでん） - 柏崎（かしわざき） - 上鮎川（かみあゆかわ） - 上大道（かみおおみち） - 上狐沢（かみきつねざわ） - 上小黒見（かみこぐろみ） - 川尻（かわしり） - 北浦（きたうら） - 北大田原（きたおおたばら） - 北原（きたばら） - 北屋敷（きたやしき） - 北山（きたやま） - 京田（きょうでん） | - 玄徳（げんとく） - 郷田（ごうだ） - 小坂浦（こさかうら） - 猿岩（さるいわ） - 地蔵田（じぞうだ） - 下鮎川（しもあゆかわ） - 下大田（しもおおた） - 下大道（しもおおみち） - 下狐沢（しもきつねざわ） - 下中島（しもなかじま） - 下ノ宮（しものみや） - 新切（しんきれ） - 砂場（すなば） - 瀬戸畑（せとばた） - 瀬戸山（せどやま） - 立岩（たていわ） - 椿沢（つばきざわ） - 寺口（てらぐち） - 徳右衛門荒子（とくえもんあらこ） - 土田郷（どだごう） - 中大田（なかおおた） - 中谷ノ田（なかやのた） - 西大坂（にしおおざか） - 西太田（にしおおた） - 西奥川（にしおくがわ） | - 西海道（にしかいどう） - 西原（にしはら） - 西本村（にしほんそん） - 野丹場（のたんば） - 野薮（のやぶ） - 波治神（はじかみ） - 東（ひがし） - 東大坂（ひがしおおざか） - 東太田（ひがしおおた） - 東奥川（ひがしおくがわ） - 東ノ谷（ひがしのや） - 東畑（ひがしばた） - 東本村（ひがしほんそん） - 東松元（ひがしまつもと） - 広畑（ひろはた） - 富士尾（ふじお） - 船間（ふなま） - 前畑（まえはた） - 馬越（まごえ） - 松元（まつもと） - 南大坂（みなみおおざか） - 宮下（みやした） - 宮ノ前（みやのまえ） - 谷ノ田（やのた） - 夕海道（ゆうかいどう） |

## 歴史

### 地名の由来
和名類聚抄にある「和太郷」に比定される地であり、「和太地」が約されて「和地」となったとも、そもそも和太が和地の誤記であったともされる。

### 沿革
- 江戸時代 - 三河国渥美郡の田原藩領の和地村として所在[7]。
- 1889年（明治22年） - 市制町村制による和地村となる[7]。
- 1906年（明治39年） - 合併に伴い、伊良湖岬村和地となる[7]。
- 1955年（昭和30年） - 合併に伴い、渥美町大字和地となる[7]。

## 世帯数と人口
2015年（平成27年）10月1日現在の世帯数と人口は以下の通りである。
| 町丁   | 世帯数  | 人口    |
| ------ | ------- | ------- |
| 和地町 | 320世帯 | 1,194人 |

### 人口の変遷
国勢調査による人口の推移
| 2005年（平成17年） | 1,362人 | [ 8 ] |  |
| 2010年（平成22年） | 1,274人 | [ 9 ] |  |
| 2015年（平成27年） | 1,194人 | [ 2 ] |  |

## 学区
市立小・中学校に通う場合、学区は以下の通りとなる。また、公立高等学校に通う場合の学区は以下の通りとなる。
| 番・番地等 | 小学校                 | 中学校             | 高等学校 |
| ---------- | ---------------------- | ------------------ | -------- |
| 全域       | 田原市立伊良湖岬小学校 | 田原市立福江中学校 | 三河学区 |

## 施設
- 三島神社[5]
- 進雄社[5]
- 山之神社[5]
- 曹洞宗医福寺[5]
- 法尺寺[5]
- 愛知県史跡皿山古窯群[5]

## その他

### 日本郵便
- 郵便番号 : 441-3622[3]（集配局：渥美郵便局[12]）。